# Крайнев, Владимир Всеволодович
Влади́мир Все́володович Кра́йнев (1 апреля 1944, Красноярск — 29 апреля 2011, Ганновер) — русский пианист, музыкальный педагог, общественный деятель; народный артист СССР (1990), народный артист Украины (1999), лауреат Государственной премии СССР (1986), Государственной премии РФ (2003) и премии Ленинского комсомола (1976).

## Биография
Владимир Крайнев родился 1 апреля 1944 года в Красноярске, где во время войны, после трёх лет хирургической работы во фронтовом госпитале, находились в эвакуации его родители кардиолог Всеволод Николаевич Крайнев (1916 — не раньше 1992) и педиатр Рахиль Моисеевна Гершойг (1918—2015). В 1945 году Рахиль Моисеевна рассталась с мужем и вместе с сыном вернулась в Харьков.
В 1949 году, в пять лет, поступил в Харьковскую среднюю специальную музыкальную школу-десятилетку при консерватории, затем в Центральную музыкальную школу при Московской консерватории имени П. И. Чайковского, которую окончил в 1962 году по классу фортепиано у А. С. Сумбатян. В 1967 году окончил Московскую консерваторию по классу фортепиано у С. Г. Нейгауза (в 1962—1964 годах занимался у Г. Г. Нейгауза), в 1969 — аспирантуру.
С 1966 года был солистом Московской филармонии. Вёл интенсивную концертную деятельность.
Первый исполнитель посвящённого ему Концерта для фортепиано и струнных А. Г. Шнитке.
Среди важнейших записей все фортепианные концерты В. А. Моцарта (с оркестром под управлением С. Сондецкиса), С. С. Прокофьева (с оркестром под управлением Д. Г. Китаенко), произведения М. П. Мусоргского, С. С. Прокофьева, С. В. Рахманинова, А. Г. Шнитке, Д. Д. Шостаковича, Т. Н. Хренникова, Р. К. Щедрина, А. Я. Эшпая.
С 1987 года был профессором Московской консерватории им. П. И. Чайковского.
Был организатором проходящих на Украине фестиваля «Владимир Крайнев приглашает» и Международного конкурса юных пианистов в Харькове (с 1992), ставшего отправной точкой для международной карьеры И. Четуева, Э. Гасанова, А. Романовского, В. Холоденко, М. Данченко, Д. Прощаева, И. Рашковского, А. Колтакова, М. Ким, А. Мутузкина, Д. Наджафовой (Клинтон) и других способных молодых музыкантов.
Являлся членом КПСС с 1976 года.
С 1992 года по 2011 год — профессор Высшей школы музыки и театра (Hochschule) в Ганновере (Германия).
В 1994 году создал в Москве Международный благотворительный фонд помощи юным пианистам, став его президентом. Фонд оказывает помощь и поддержку будущим профессиональным музыкантам, создает условия для их творчества в России и за рубежом, организует гастроли и концерты молодых музыкантов, поддерживает образовательные учреждения культуры и искусства. Филиалы фонда открыты в Ганновере, Париже, Киеве, Алма-Ате.
Был членом жюри известных международных музыкальных конкурсов: в Лидсе, Лиссабоне, Монте-Карло, Больцано, Мюнхене, Токио, Санкт-Петербурге, Москве.
Жил и работал в Ганновере.
29 апреля 2011 года скончался в Ганновере на 68-м году жизни из-за аневризмы лёгочной артерии после продолжительной болезни.

Могила В. В. Крайнева на Ваганьковском кладбище в Москве

Тело кремировали, урна с прахом была захоронена 7 мая 2011 года на Ваганьковском кладбище в Москве.

### Семья и личная жизнь
- Отец — Всеволод Николаевич Крайнев, врач. В 1945 году развёлся с супругой. До 1992 года работал в медицинских учреждениях Иванова.
- Мать — Рахиль Моисеевна Гершойг (1918, Харьков — 2015, Ганновер), врач.
- Первая жена — Каринэ Арменовна Георгиан (род. 1944), виолончелист, музыкальный педагог.
- Вторая жена — Татьяна Анатольевна Тарасова (род. 1947), тренер по фигурному катанию, заслуженный тренер СССР (1975).

## Награды и звания
- Заслуженный артист РСФСР (25 июля 1978 года) — за заслуги в области советского музыкального искусства[14].
- Народный артист РСФСР (4 июня 1984 года) — за заслуги в области советского музыкального искусства[15].
- Народный артист СССР (30 июня 1990 года) — за большие заслуги в развитии советского музыкального искусства[16].
- Народный артист Украины (22 октября 1999 года) — за значительный личный вклад в развитие музыкального искусства, высокий профессионализм и плодотворную общественную деятельность[17]
- Премия Ленинского комсомола (1976)[18] — за концертные программы (1973—1975) и большую работу по эстетическому воспитанию молодёжи.
- Государственная премия СССР (1986) — за концертные программы 1983—1985 годов.
- Государственная премия Российской Федерации 2002 года в области музыкального и хореографического искусства (5 июня 2003 года) — за циклы концертов «Владимир Крайнев, его друзья и ученики», «Владимир Крайнев приглашает»[19]
- Орден «За заслуги перед Отечеством» III степени (22 марта 2004 года) — за большой вклад в развитие отечественной музыкальной культуры[20].
- Орден «За заслуги перед Отечеством» IV степени (25 августа 1997 года) — за заслуги перед государством, большой вклад в укрепление дружбы и сотрудничества между народами, многолетнюю плодотворную деятельность в области культуры и искусства[21].
- Орден «Знак Почёта» (14 ноября 1980 года) — за большую работу по подготовке и проведению Игр XXII Олимпиады[22].
- Орден «За заслуги» ІІІ степени (1 апреля 2004 года, Украина) — за весомый личный вклад в развитие украинско-российских культурных взаимосвязей и по случаю 60-летия со дня рождения[23].
- Почётный гражданин Харькова (2004)[24].
- Академик Академии гуманитарных наук России.
- Лауреат Международного конкурса пианистов в Лидсе (1963, 2-я премия).
- Лауреат Международного конкурса пианистов имени В. да Мотта в Лиссабоне (1964, 1-я премия).
- Лауреат IV Международного конкурса имени П. И. Чайковского (1970, 1-я премия).

## Память
- В 2011 году на XIV Международном конкурсе им. П. И. Чайковского был учреждён специальный приз Владимира Крайнева. Первым его обладателем стал пианист А. Романовский, представлявший Украину[25].
- В честь пианиста названа музыкальная школа в Москве, бывшая ДШИ № 16.

Биографии и творчеству пианиста посвящены документальные телепередачи:
- 2002 — «„Хвост кометы“. Владимир Крайнев» («ТВС»)
- 2003 — «„Мастер-класс“. Владимир Крайнев» («Культура»)[26]
- 2004 — «Владимир Крайнев. О времени и о себе» («Культура»)[27]
- 2004 — «„В вашем доме“. Владимир Крайнев и Татьяна Тарасова» («Культура»)

## Галерея
- В. Крайнев с женой, мамой и тёщей
- А. Хмель. Портрет В. Крайнева